# THYN1
THYN1‏ (Thymocyte nuclear protein 1) هوَ بروتين يُشَفر بواسطة جين THYN1 في الإنسان.